# Batalla de Nowzad
La Batalla de Nawzad fue una batalla que se libró a partir del año 2006 entre las fuerzas ISAF de la coalición y los insurgentes talibán en Nawzad, en el centro del distrito de Nawzad, en la mitad norte de la provincia de Helmand, sur de Afganistán.

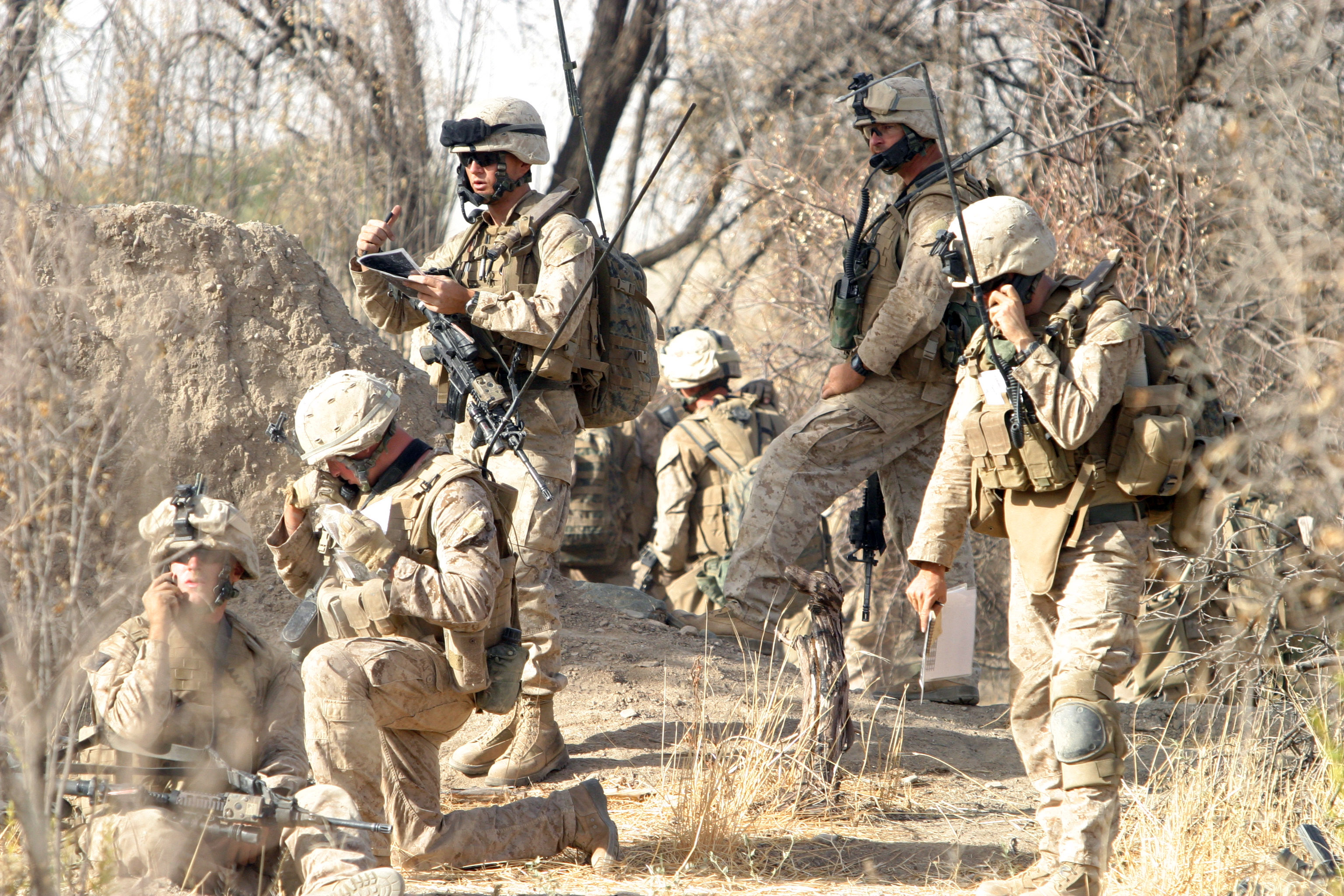
Marines de la unidad Fox 2/7 en Nowzad, 1 de agosto de 2008.
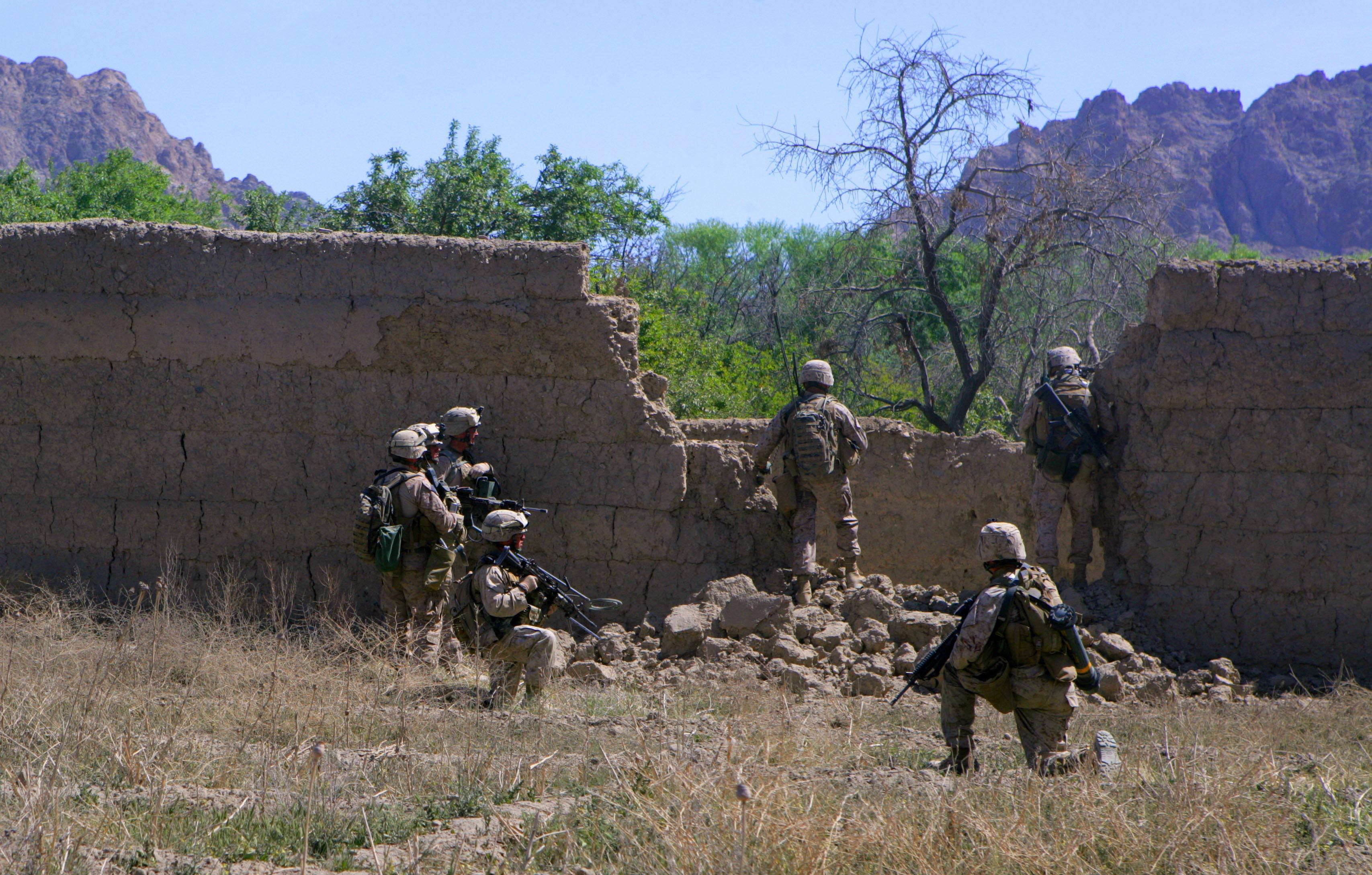
Marines de la Lima 3/8 se mueven a través de Nawzad después de un ataque aéreo, abril de 2009.
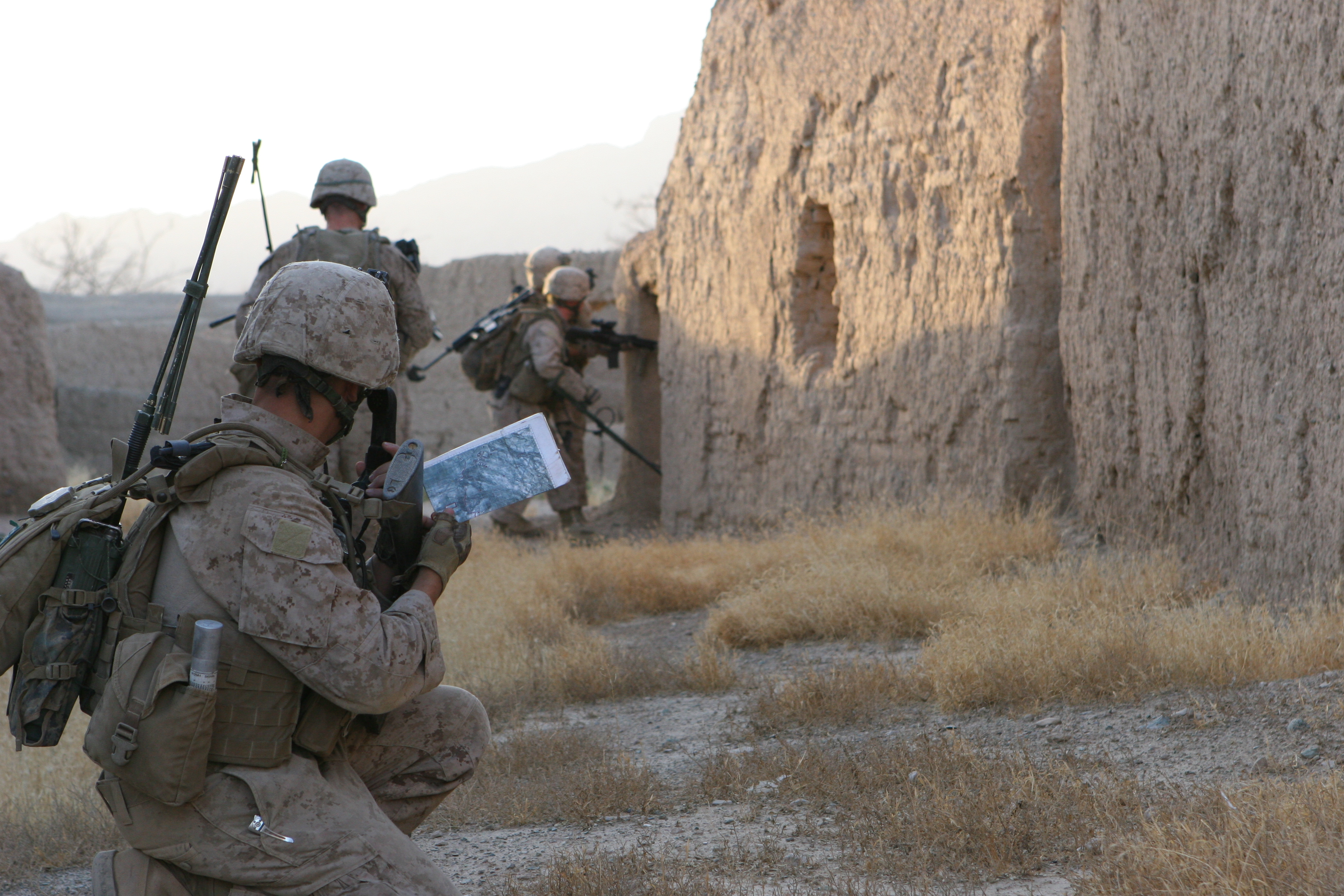
Marines de la Golf 2/3 en Nawzad, junio de 2009.